# Clan Aba
 (avril 2025).
Si vous disposez d'ouvrages ou d'articles de référence ou si vous connaissez des sites web de qualité traitant du thème abordé ici, merci de compléter l'article en donnant les références utiles à sa vérifiabilité et en les liant à la section « Notes et références ».
Le clan Aba (hongrois : Aba nemzetség ; latin : genus Aba) est une ancienne gens – clan – magyare, dont sont issues plusieurs familles de la noblesse hongroise. Il trouve son origine à l'époque de la conquête magyare et était étroitement lié à la dynastie árpádienne. La famille doit son nom à son membre le plus émiinent, Sámuel Aba, 3e roi de Hongrie entre 1041 et 1044, gendre du roi Saint Étienne.
Le XIIIe siècle marque l'apogée de la famille avec Amadé Aba, palatin du royaume et oligarque du nord-est de la Hongrie. Toutefois, après sa mort en 1311, ses fils perdent la lutte contre Charles Robert, entraînant le déclin du clan. Aujourd'hui, le nom d'Aba subsiste à travers de nombreux toponymes hongrois, témoignant de son influence historique.

## Héraldique et emblèmes
Le blason de la famille représentait une bande horizontale (pólya), un symbole qui apparaît notamment sur le sceau du palatin Amadé Aba.

## Origine et fondation

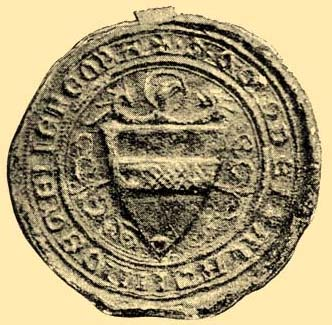
Sceau du palatin Amadé Aba. Inscription circulaire : † S(igillum) • OMODEI PALATINI DE GENERE OBA (Archives nationales hongroises).

Le clan Aba, ou Oba, est l'un des plus influents clans de l'ère Árpádienne. Il tirerait son origine de la tribu kabars, qui a rejoint les tribus magyares lors de la conquête de la Hongrie (Honfoglalás) à la fin du IXe siècle siècle.
Selon la Gesta Hungarorum, le clan descendrait de Ed et Edömén, deux généraux coumans, et leur petit-fils, Pota, aurait construit un château dans la vallée de Mátra, dont le toponyme du village de Gyöngyöspata a conservé le nom. Le roi Samuel serait donc issu du clan Pota (Pata). Toutefois, ce récit, attribué à Anonymus (en), est contesté, car les Coumans ne sont apparus en Europe qu'après la mort du roi Samuel Aba. Néanmoins les « Coumans » pourraient désigner ici les Kabars, mentionnés plus haut. 
Le chroniqueur Simon de Kéza fait de Ed et Edömén les fils du légendaire prince Csaba.
Le père d'Aba Sámuel est peut-être le comes Csaba (Ceba), personnage historique qui, en tant que comte de la cour (udvarispán), c'est-à-dire palatin, assiste à la consécration de l'abbaye de Pannonhalma vers 1005 avec l'archevêque d'Esztergom Sebestyén. Il apparait en ce sens révélateur le don fait vers 1067 par Péter, fils d'Aba, de son domaine appelé Csabarákosa - aujourd'hui Rákoscsaba - nommé ainsi en référence à l'ancêtre Csaba, à l' abbaye de Százd qu'il fonde et dédie à la Vierge Marie. Derrière la légende du prince Csaba, dont Anonymus dit qu'il est l'ancêtre de la famille Abá, se cache peut-être ce Csaba, et Ed et Edomén étaient peut-être des nobles Kabars de l'époque de la conquête. Plus tard, Aba Sámuel est également palatin, plus précisément comte du palais (palotaispán)— position directement subalterne à la dignité palatine. Afin de renforcer les relations entre les deux familles, le chef de famille de l'époque épousa Sarolta, fille du prince Géza et sœur du roi Étienne. Ainsi son fils, Sámuel, devint le petit-fils du prince Géza. 
Une autre chronique, la Gesta Hunnorum et Hungarorum, avance même une ascendance remontant à Attila, bien que cette thèse soit également dépourvue de fondement historique.

## Territoires et possessions
Leurs anciens domaines se trouvaient dans le comté de Heves. Ils acquièrent bientôt également des terres dans les comitats d'Abaúj et de Sáros. Le monastère familial de Sárón  a été construit par Sámuel Aba. Le clan Aba devint en outre la main sur les monastères de Veresmart, Debrecen, Széplak, Mislye, Szádz et Prügy.
Leurs châteaux les plus importants sont :
- Château Amadé (hu) (Gönc)
- Château Bene (hu) (Mátra)
- Château d'Oroszlánkő (hu) (Oroszlány)
- Château de Kisnána (hu) (Kisnána)
- Château de Sirok (hu)
- Château de Slanec
- Château de Lipóc
- Château de Somoskő (hu)

## Histoire et évolution de la famille

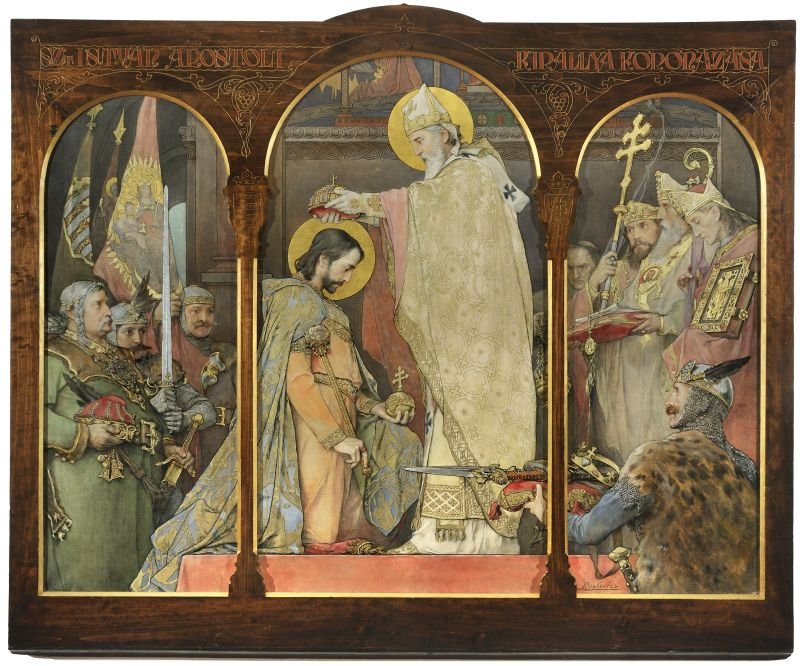
Couronnement d'Étienne Ier, roi de Hongrie. Peinture d'Ignác Roskovics (Galerie nationale hongroise).

Dès la fondation du royaume de Hongrie, les Aba s'imposent comme une lignée puissante et proche du pouvoir royal. Le membre le plus célèbre du clan, Samuel Aba, devient roi de Hongrie de 1041 à 1044, après avoir été un proche conseiller et probablement le beau-frère d'Étienne Ier. Une charte de 1067, sur la consécration du monastère de Szádz, mentionne un Péter Aba, qui pourrait être le fils du roi Sámuel. Son règne est cependant marqué par des tensions avec l'aristocratie et le Saint-Empire, aboutissant à son renversement et à son exécution en 1044. 
Le clan conserve néanmoins son influence, notamment dans les régions de Gyöngyös, Mátraalja et la vallée du Hernád, où ses domaines fonciers s'étendaient largement. Il fait partie des rares lignées à obtenir des privilèges territoriaux sous Étienne Ier, à une époque où la couronne absorbait la plupart des terres nobles.

Les « petits royaumes » hongrois au XIVe siècle.

À partir du XIIIe siècle, la famille Aba connait son apogée avec Amadé Aba, qui devient palatin du royaume et établit une seigneurie quasi indépendante dans le nord-est de la Hongrie (régime dit des « petits royaumes » hongrois). Il s'opposae à Charles Robert d'Anjou, mais son assassinat en 1311 déclenche une série de conflits entre ses fils et la couronne.
La bataille de Rozgony en 1312, où l'armée royale écrase les troupes des Aba et de leurs alliés, marquw un tournant décisif dans leur déclin. Après plusieurs révoltes infructueuses, le roi Charles Ier met progressivement fin à leur pouvoir en confisquant leurs terres. En 1317, après une ultime tentative de résistance, les descendants d'Amadé perdent définitivement leurs possessions et certains s'exilent en Pologne.
Au XIVe siècle, bien que des branches cadettes du clan Aba subsistassent au sein de l'aristocratie hongroise, leur influence politique s'éteignit progressivement.

## Branches, ascendants et généalogie
Au milieu du XIIIe siècle, 27 branches ou familles s'appelaient « de genere Aba », c'est-à-dire "du clan Aba".
1. Branche Adácsi (Adácsi-ág) – Premiers membres connus : Bernát, Péter, Miklós (1337).
2. Branche Amádé (Amadé-ág) – Fondée par Dávid comes (1280). Ses fils : Péter (Börén) (1280), Finta (1275-1282), Amadé Ier (1278-1311).
3. Branche Apos (Apos-ág) – Fondée par Apos. Ses fils : Bökény (1252-1255), Csaba (1255).
4. Branche Aszalay-Szikszai (Aszalay- és Szikszai-ág) – Branche Marhard (1252-1271), főispán d'Újvár entre 1246 et 1254.
5. Branche Atyinay (Atyinay-ág) – Fondée par le comes Péter.
6. Branche Bodon (Bodon-ág) – Fondée par le comes Bodon.
7. Branche Borh-Bodon (Borh-Bodon-ág) – Concentrée dans les comitats de Heves et Abaúj au début du XIVe siècle. Les membres de cette branche ont rejoint la famille de Máté Csák. Certains ont participé à la bataille de ny (1312).
8. Branche Bodrog-Keresztúri (Bodrog-Keresztúri-ág) – Fondée par Artolf Ier (1212-1214). Son fils : Prügy (Pued Prud) (1252-1272).
9. Branche Csente (Csente-ág) – Fondée par János Ier Csente (1289).
10. Branche Csirke (Csirke-ág) – Fondée par Ábrahám. Son fils : Izsák (1263).
11. Branche Csobánka (Csobánka-ág) – Fondée par Csobánka comes.
12. Branche Debrői (Debrői-ág) – Fondée par Makján Ier. Ses fils : Becse (1242-1258) et Bökény (1255-1258).
13. Branche Gagyi (Gagyi-ág) – Fondée par Gereven (1285-1296). Cette branche a donné naissance aux familles Gagyi, Gagyi Báthory et Vendéghy.
14. Branche Galgóczy (Galgóczy-ág) – Fondée par Aba comes Ier. Ses fils : Tamás (1245-1247) et Aba II (1251-1312), mort à la bataille de Rozgony en 1312 en tant que commandant des troupes de Máté Csák.
15. Branche Györkey (Györkey-ág) – Fondée par György Ier. Son fils : Bodon (1280-1312). Cette branche est à l'origine des familles Lapispataky et Zsegney. Bodon (Budun), un membre de cette branche, fut livré comme otage dans le cadre du traité de Kassa. Libéré au printemps 1312, il participa à la bataille de Rozgony aux côtés des fils d'Amadé.
16. Branche Kompolty (Kompolty-ág) – Fondée par Kompolt Ier. Son fils : Kompolt II comes (1252-1264).
17. Branche Lipóczi (Lipóczi-ág) – Fondée par Sükösd. Ses fils : Demeter Ier (1214-1243), Aba (mort vers 1215), Mikola (mort avant 1234), László (1234). Cette branche est à l'origine des familles Nekcsey, Lipóczy et Keczer.
18. Branche Litéri (Litéri-ág) – Fondée par Márton.
19. Branche Nádasdy (Nádasdy-ág) – Fondée par Aba. Son fils : Miklós (Ósvai) (1269-1285). Son petit-fils : Laczk (László) (1288-1309).
20. Branches Rédei (Rédei-ágak) – Plusieurs sous-branches distinctes, dont :
  1. Branche Pata : fondée par Pata Ier, père de Demeter Ier (1275), Pata II et Olivér Ier (mort en 1280 à Hód).
  2. Branche Gárgyán : fondée par László Gárgyán Ier (Garduan), mentionné en 1275.
  3. Branche Kemény : fondée par Kemény Ier, père de Vörös (Rufus) Dezső (1275, 1302) et grand-père de Rédey Jakab (1343-1352).
  4. Branche Mikó : fondée par Mikó Ier, père de Mikocsa (Miklós ou Mihály Ier, 1339-1351).
21. Branche Solymosy (Solymosy-ág) – Deux sous-branches connues :
  1. Branche Benenik – Ses fils : Pál (1275) et un autre fils inconnu (1303).
  2. Branche Mihály – Ses fils : le comes Benenik (1342), István (1342), Kompold (1342).
22. Branche Somosy (Somosy-ág) – Fondée par Péter Ier. Cette branche a donné naissance aux familles Bagaméry, Kőszegi et Somosy.
23. Branche Szalánczy (Szalánczy-ág) – Fondée par Csoma. Son fils : Péter Ier (1270). Ses fils : Mihály Ier (1298-1303), Petőcz (Péter II) (1298-1335) et Lőrinc Ier (1303). Mihály Ier est l'ancêtre de la famille Berthóty, tandis que Lőrinc Ier est à l'origine de la famille Vitézy. D'autres familles issues de cette branche incluent les Jobbágyi, Sirokay, Fricsy et Hedry.
24. Branche Tarjáni (Tarjáni-ág) – Fondée par György. Ses fils : Péter (1252-1258), Etre (1275-1276), Sándor (1275).
25. Branche Ugray (Ugray-ág) – Fondée par Miklós Ier. Son fils : Csele (1325-1331).
26. Branche Verpeléti (Verpeléti-ág) – Fondée par Demeter. Son fils : Nagy Leusták (1371 - mort avant 1328).

## Membres notables

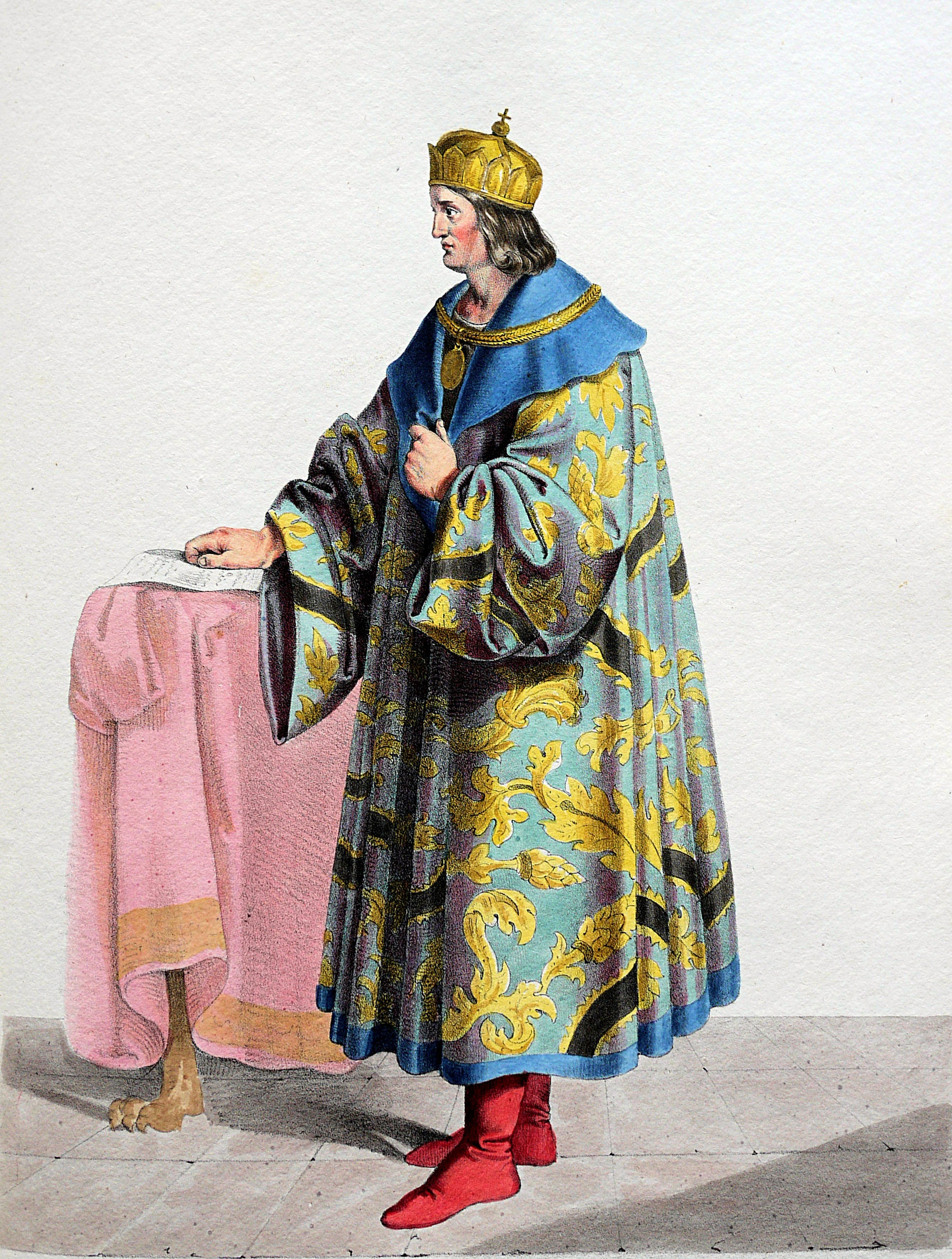
Samuel Aba. Lithographie de Josef Kriehuber.

Le clan Aba a compté parmi ses membres plusieurs figures influentes du royaume de Hongrie, notamment des souverains, des palatins et des chefs militaires.
Le plus célèbre d'entre eux est Samuel Aba, roi de Hongrie entre 1041 et 1044, dont la lignée a donné naissance à plusieurs grandes familles de la noblesse hongroise. Plus tard, au XIIIe siècle, Dávid Aba est mentionné comme ispán, et il est le père de plusieurs figures marquantes : 
- Finta Aba (mort en 1287), voïvode de Transylvanie et palatin de Hongrie (1280-1281)
- Péter Aba (mort vers 1294), juge suprême du royaume,
- Amadé Aba (mort en 1310), l'un des plus puissants oligarques de son époque, qui exerce un quasi-règne autonome sur le nord-est de la Hongrie avant d'être assassiné.

D'autres membres du clan se sont distingués à des postes de premier plan :
- Makján Aba, fils de Bökény Aba, palatin de Hongrie entre 1286 et 1287.
- Marhard Aba (1252-1271), főispán du comté d'Újvár entre 1246 et 1254.
- Miklós Aba, ban de Croatie et de Dalmatie entre 1272 et 1273.

Plusieurs autres membres du clan ont occupé des postes d'ispán ou de comes, tels que Péter, Bodon, Csobán, János (1267-1275), Benenik (1342) et Kompolt (1252-1264). En 1228, un certain Alolbodus est également cité comme comes et « homme du roi ».
Le clan Aba s'est également illustré sur le champ de bataille. János Csobánka (1267-1275), héros de la bataille d'Isaszeg, fut l'un des chefs militaires notables du clan. Son fils, László, mourut avant 1304, tandis que ses autres fils, Sámuel (1301-1341) et Dávid Ier (1301-1341), continuèrent à jouer un rôle actif. Leurs domaines se concentraient dans le comitat de Heves, et plusieurs membres de la branche Csobánka rejoignirent les forces du puissant seigneur Máté Csák, combattant notamment à la bataille de Rozgony en 1312.

## Influence et postérité

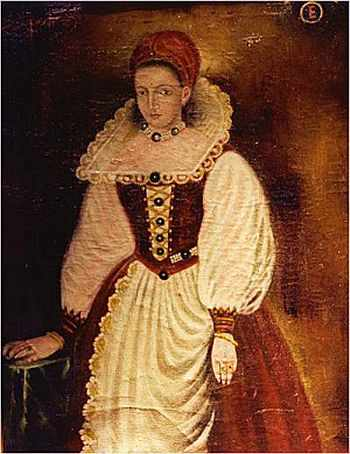
La famille Báthory, dont est issue Élisabeth (Erzsébet) Báthory, semble descendre du clan Gutkeled mais revendique néanmoins la filiation avec le clan Aba.

Plusieurs familles hongroises contemporaines revendiquent une ascendance issue du clan Aba. Parmi celles qui ont perduré, on trouve les familles Aszalay, Athinay, Báthory, Bertóthy, Budaméry, Darnay, Detky, Domoszlay, Fricsy, Gagyhy, Hedry, Jobbágyi, Keczer, Kompolthy, Kőszeghy, Lapispataky, Lipóczi (Lipóczy), Nekcsei (Nekcsey), Rhédey, Sirokayy, Somossy, Szikszay, Vendéghy, Visontay, Vitézy et Zsegnyey.
Toutefois, la Magyar Nagylexikon mentionne une classification différente des lignées issues du clan Aba, répertoriant d'autres familles nobles, telles que Adácsi, Amádé, Apos, Aszalai-Szikszai, Atyinai, Bodon I et Bodon II, Bodrogkeresztúri, Borh-Bodon, Csente, Csirke, Csobánka, Debrey, Gagyi, Galgóci, Györkei, Kompolti, Lipóci, Litéri, Nádasi, Rhédey, Solymosi, Somosi, Szalánci, Tarjáni, Ugrai et Verpeléti.
Cette diversité d'appellations et de branches familiales témoigne de la fragmentation du clan Aba au fil des siècles, donnant naissance à de nombreuses lignées qui se sont intégrées à la noblesse hongroise.

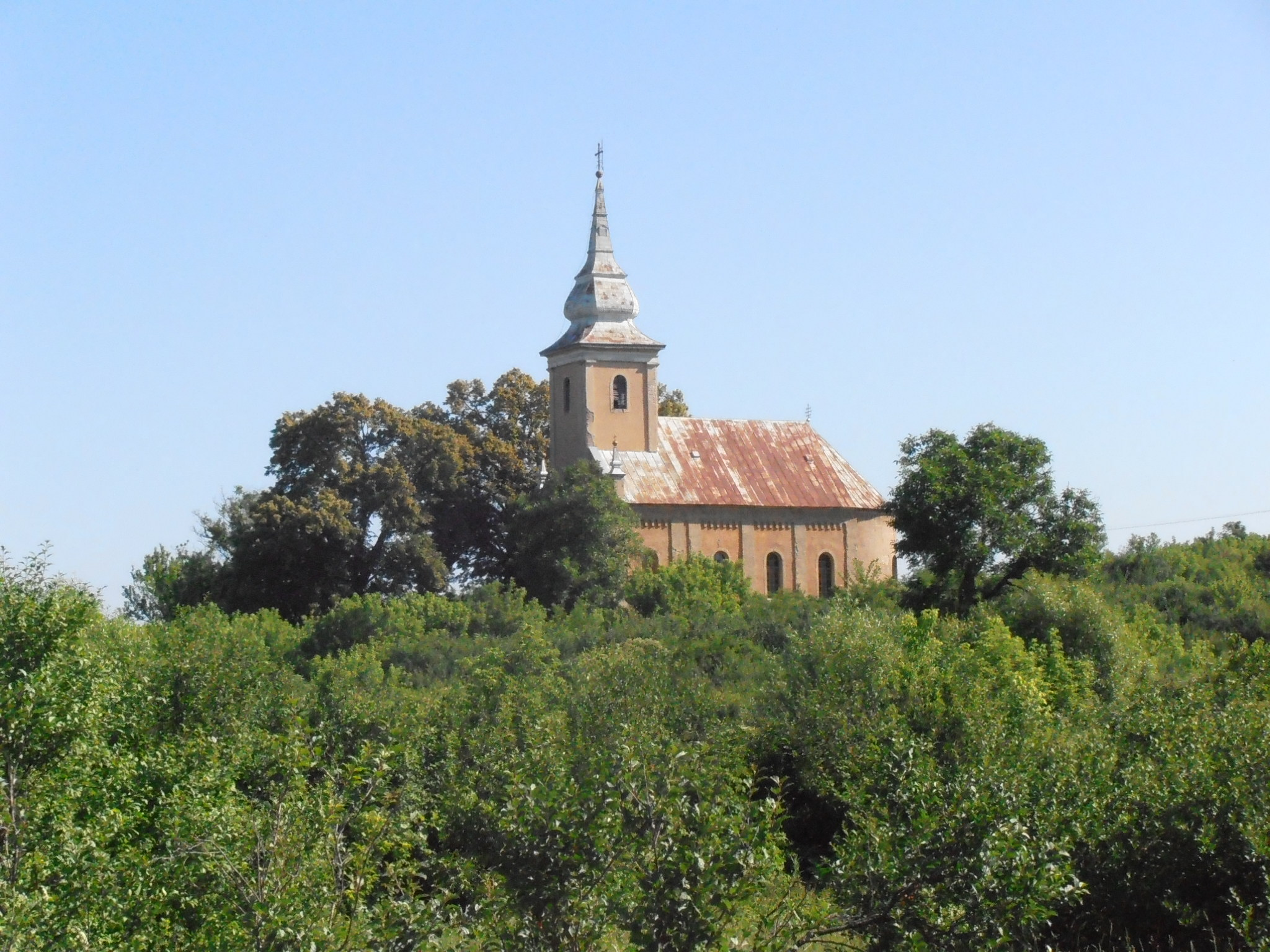
Église d'Abaújszolnok.

Le nom du clan Aba est préservé dans plusieurs toponymes hongrois, témoignant de son implantation historique et de son influence dans la région. Parmi ces localités figurent Aba, Abasár, Abaújkér, Abaújalpár, Abaújszántó, Abaújszina, Abaújszolnok et Abaújvár. Principalement situées dans le nord et le nord-est de la Hongrie, ces villes et villages rappellent l'importance du clan Aba dans l'histoire du pays et son rôle dans l'organisation féodale du royaume.